# Сицилианская защита
Сицилиа́нская защи́та (наименование образовано от области Сицилия) — шахматный дебют, начинающийся ходами: 
 1. e2-e4 c7-c5. Относится к полуоткрытым началам.
Сицилианская защита является самым популярным ответом на ход белых 1. e2-e4.
За белых ход 1. d2-d4 является статистически более успешным (из-за более высокого показателя выигрышей чёрными в сицилианской защите).
Статистика из баз данных игр:
1) d2-d4 — белые набрали 56,1% очков (296 тысяч игр)
2) e2-e4 — белые набрали 54,1% очков (350 тысяч игр)
3) e2-e4 c7-c5 — белые набрали 52,3% очков (146 тысяч игр)
17% всех игр гроссмейстеров и 25% игр базы данных Chess Informant начинаются с сицилианской защиты.

Гроссмейстер Джон Нанн описывает популярность дебюта так:
Сицилианская защита имеет воинственную природу. Во многих вариантах чёрные борются не только за равенство, но и за перевес. Недостатком является то, что белые часто первыми получают инициативу, так что чёрным нужно позаботиться о том, чтобы не стать жертвой быстрой атаки.

## История
Первые упоминания о дебюте встречаются в трактате испанца Луиса Рамиреса Лусены (XVI век) и в более поздних рукописях Д. Полерио и Д. Греко. В 1842 году свой анализ дебюта опубликовал Карл Яниш. В XIX веке этот дебют считался неблагоприятным для чёрных. В дальнейшем к этому началу обращались и внесли большой вклад в развитие теории практически все чемпионы мира (кроме В. Стейница).

## Основные идеи
В основе дебюта лежит идея создания асимметричных позиций. Во многих вариантах возникают позиции с разносторонними рокировками, что ведёт к острой тактической борьбе. Чаще всего в противовес инициативе белых на королевском фланге чёрные стремятся развить инициативу на ферзевом фланге или подготовить контрудар в центре.

## Варианты
- 2. c2-c3 — см. вариант Алапина.
  - 2. …Кg8-f6 3. e4-e5 Кf6-d5 4. Кg1-f3 Кb8-c6 5. Кb1-a3 — см. вариант Хейнфельда.
- 2. b2-b4 — см. сицилианский гамбит.
  - 2. …c5:b4 3. c2-c4 — вариант Сантасьера.
  - 2. …c5:b4 3. a2-a3 — вариант Маршалла.
- 2. d2-d4 c5:d4 3. c2-c3 — см. гамбит Морра (Смита — Морра).
- 2. f2-f4 d7-d5 3. e4:d5 Кg8-f6 — гамбит Таля.
- 2. Кb1-c3 — закрытый вариант (чигоринская система).
  - 2. …e7-e6 3. g2-g3 d7-d5 — вариант Корчного.
  - 2. …Кb8-c6
    - 3. g2-g3 g7-g6 4. Сf1-g2 Сf8-g7 5. d2-d3
      - 5. …e7-e6 6. Сc1-e3 Кc6-d4 7. Кс3-e2 — вариант Смыслова.
      - 5. …d7-d6
        - 6. Кg1-e2 e7-e5
        - 6. f2-f4 e7-e5
        - 6. Сc1-e3

    - 3. f2-f4 — атака Гран-при.
      - 3. …g7-g6 4. Кg1-f3 Сf8-g7 5. Сf1-c4 e7-e6 6. f4-f5 — вариант Шофмана.
- 2. Кg1-f3 Фd8-a5 — вариант «Стилет».
- 2. Кg1-f3 Фd8-c7 — вариант Кинтероса.
- 2. Кg1-f3 b7-b6 — вариант Каталымова.
- 2. Кg1-f3 g7-g6 — венгерский вариант.
  - 3. c2-c4 Сf8-h6
- 2. Кg1-f3 a7-a6 — вариант О’Келли.
- 2. Кg1-f3 Кg8-f6 — вариант Рубинштейна.
- 2. a2-a3
- 2. g2-g3 — вариант Стейница.
- 2. Кg1-e2 — вариант Кереса.
- 2. Cf1-c4 — атака Боудлера.

#### Основные варианты
- 2. Кg1-f3 Кb8-c6
  - 3. d2-d4 c5:d4 4. Кf3:d4
    - 4. …Кg8-f6
      - 5. Кb1-c3 e7-e5 — вариант Свешникова[16] (челябинский вариант)[17][18].
        - 6. Кd4-b5 d7-d6 7. Сc1-g5 a7-a6 8. Кb5-a3 Сc8-e6 — вариант Бёрда.

    - 4. …Кg8-f6 5. Кb1-c3 d7-d6 6. Сf1-e2 — классический вариант.
      - 6. …e7-e5 — система Болеславского.
        - 7. Кd4:c6 — вариант Лоумы.

    - 4. …g7-g6 — ранний (ускоренный) «дракон».
      - 5. Кd4:c6 — разменный вариант.
      - 5. c2-c4 — вариант Мароци.
        - 5. …Сf8-g7
          - 6. Сc1-e3
            - 6. …Кg8-f6 7.Кb1-c3 Кf6-g4 — вариант Брейера.

          - 6. Кd4-c2 d7-d6 7. Сf1-e2 Кg8-h6

      - 5. Кb1-c3
        - 5. …Сf8-g7 6. Сc1-e3 Кg8-f6 7. Сf1-c4

  - 3. Сf1-b5 — атака Россолимо.
    - 3. …g7-g6 — атака Нимцовича — Россолимо.
      - 4. 0—0 Сf8-g7 5. Лf1-e1 e7-e5 6. b2-b4 — вариант Гургенидзе.
- 2. Кg1-f3 d7-d6
  - 3. d2-d4 c5:d4 4. Фd1:d4 — вариант Чеховера.
  - 4. …Кb8-c6 5. Сf1-b5 Фd8-d7 — вариант Зайцева.
  - 3. d2-d4 c5:d4 4. Кf3:d4 Фd8-c7 — вариант Флора.
  - 3. d2-d4 c5:d4 4. Кf3:d4 d7-d5 — вариант Нимцовича.
  - 3. d2-d4 c5:d4 4. Кf3:d4 e7-e5 — вариант Лабурдонне.
    - 5. Кc3-d5 d7-d6

  - 3. d2-d4 c5:d4 4. Кf3:d4 Кg8-f6 5. f2-f3 — вариант Принса.
    - 5. …e7-e5 6. Сf1-b5+ — венецианская атака

  - 3. d2-d4 c5:d4 4. Кf3:d4 Кg8-f6 5. Кb1-c3 — вариант Созина (5. Кc3).
    - 5. …g7-g6 — см. вариант дракона.
    - 5. …e7-e6 — см. схевенингенский (шевенингенский) вариант.
      - 6. Сf1-c4 — атака Созина.
      - 6. Сf1-е2 — вариант Мароци.
      - 6. g4 — атака Кереса.
      - 6. f4 — вариант Таля.

    - 5. …a7-a6 — см. Вариант Найдорфа.
      - 6. Сc1-g5 — атака Раузера.
      - 6. Сf1-c4 — атака Созина.
      - 6. Сf1-e2 — атака Шаравского.
      - 6. Сс1-e3 — атака Бёрна (английская).

  - 3. Сf1-b5+ — атака Каналя — Сокольского.
  - 3. …Сc8-d7
    - 4. Сb5:d7 Фd8:d7 5. c2-c4
- 2. Кg1-f3 e7-e6 3. d2-d4
  - 3. …c5:d4
    - 4. Кf3:d4
    - 4. …Кb8-c6
      - 5. Кd4-b5 — вариант Сена.
        - 5. …d7-d6 6. c2-c4 Кg8-f6 7. Кb1-c3 a7-a6 8. Кb5-a3 d6-d5!? — см. гамбит Каспарова.

    - 4. …a7-a6 — вариант Паульсена (Кана).
      - 5. Сf1-d3
      - 5. …Кg8-f6 6. 0—0 d7-d6 7. c2-c4 g7-g6 — вариант Гипслиса.
      - 5. …Сf8-c5 — вариант Полугаевского.
      - 5. …g7-g6
      - 5. Кb1-c3
      - 5. c2-c4
      - 5. …Кg8-f6 6. Кb1-c3 Сf8-b4 7. Сf1-d3 Кb8-c6 8.Сd3-с2 — вариант Бронштейна.

    - 4. …Кg8-f6  — вариант Андерсена.
    - 4. …Кg8-f6 5. Кb1-c3 — классический вариант.
      - 5. …Сf8-b4 — сицилианская контратака.
        - 6. Сf1-d3 e6-e5 — вариант Яффе.
        - 6. e4-e5 — вариант Коха.

    - 4. …Кb8-c6 5.Кb1-c3 Фd8-c7 6.Сe3 a6 7.Сe2 — вариант Тайманова.

  - 3. …d7-d5 — вариант Маршалла.

Многие системы могут получаться перестановкой ходов (например, атака Созина или атака Раузера).